# Orishatukeh Faduma

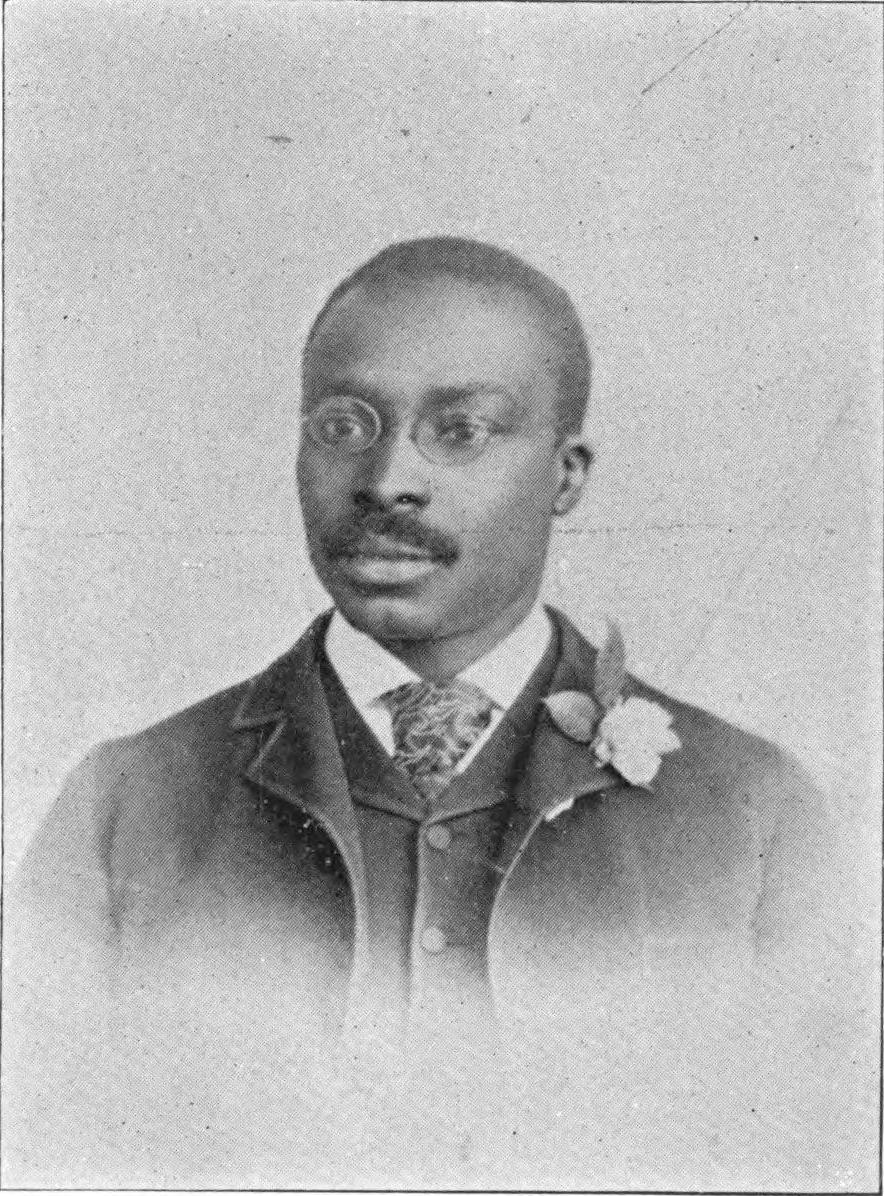
Orishatukeh Faduma

Orishatukeh Faduma (* 15. September 1857 in Demerara, Britisch-Guayana; † 25. Januar 1946 in High Point) war ein afroamerikanischer Theologe.

## Biografie
Die Eltern Fadumas, John und Omolofi Faduma, gehörten der Ethnie der Egba Yoruba an. Sie waren von einem portugiesischen Sklavenhändler gefangen genommen worden. Das Sklavenschiff wurde von der britischen Marine auf dem Atlantik abgefangen. Die Sklaven brachte man nicht, wie sonst üblich, zurück nach Afrika, sondern in die Kolonie Britisch-Guayana, wo sie auf den Kaffee- und Zuckerplantagen arbeiten mussten. Hier wurde der Sohn Orishatukeh Faduma geboren, der bei seiner Taufe den Namen eines walisischen Missionars erhielt: William J. Davis. Die Familie nahm später die Möglichkeit wahr, nach Afrika zurückzukehren, und ließ sich als Farmer in Waterloo, Sierra Leone, nieder. Hier besuchte Orishatukeh Faduma wahrscheinlich die örtliche wesleyanische Missionsschule. Mit 19 Jahren kam er in die Hauptstadt Freetown und besuchte die Wesleyan Boys High School. Neben dem Schulbesuch arbeitete er als Küchenjunge des Schulgründers und -leiters J. Claudius May. Faduma bezeichnete May, der ebenso wie er selbst der sozialen Gruppe der Aku Creoles angehörte, als sein lebenslanges persönliches Vorbild. Für seine hervorragenden Leistungen wurde Faduma von der Schule mit einem Preis ausgezeichnet, unterrichtete auch selbst und erhielt so 1882 die Möglichkeit eines Hochschulstudiums in England (Wesleyan College, Taunton; Universität London).
1885 kehrte er nach Sierra Leone zurück – der erste Westafrikaner mit einem Bachelor der Universität London. Er unterrichtete wieder an der Wesleyan Boys High School in Freetown und gehörte einem Kreis an, der eine afrikanische kulturelle Identität entwickeln wollte. In diesem Kontext legte er seinen Taufnamen ab und nahm wieder seinen afrikanischen Geburtsnamen an. Das löste heftige Kritik in der Oberschicht von Freetown aus, die seinen Namen als „heidnisch“ diffamierte (er enthielt das Yoruba-Wort orisha, „Idol“). Er trat der Dress Reform Society bei, die die Übernahme der Kleidungskonventionen des viktorianischen England bekämpfte. Faduma entwickelte als Alternative eine Männerkleidung, bei der eine weite Tunika über knielanger Hose getragen wurde. Mehr und mehr war er von den negativen Folgen der Missionsschulen überzeugt. Deren Lehrplan bringe Absolventen hervor, die das Kolonialsystem stützten. Nötig sei eine progressive, pan-afrikanische Pädagogik, die zu eigenständigem Denken befähige.
1891 reiste Faduma in die Vereinigten Staaten. Er war nun Mitglied der African Methodist Episcopal Church; seine frühere konfessionelle Zugehörigkeit ist nicht sicher dokumentiert. Nach einem Aufenthalt in Philadelphia entsandte ihn die Kirche als Lehrer an das Kittrell Normal Institute in North Carolina. Er stieg dort zum Korektor auf und entschied sich dann für ein Theologiestudium an der Yale Divinity School, wo er sich 1891 immatrikulierte. Er entwickelte sich dort zu einem liberalen Missionswissenschaftler und schloss das Studium 1894 mit Auszeichnung ab, was ihm ein weiteres Studienjahr (Semitische Sprachen, Philosophie) ermöglichte. Im Mai 1895 wurde er zum kongregationalistischen Pastor ordiniert. Aber er erhielt nicht die Möglichkeit, als Missionar von seiner Kirche nach Afrika entsandt zu werden, um seine wissenschaftlichen Konzepte anwenden zu können. Stattdessen wurde er Superintendent der Peabody Academy und arbeitete 17 Jahre als Pastor der afroamerikanischen, kongregationalistischen Gemeinde in Troy (North Carolina).
1895 nahm Faduma am Congress on Africa in Atlanta (Georgia) teil. Er trat dort für das Studium afrikanischer Religionen im Rahmen einer vergleichenden Religionswissenschaft ein. Seine Tätigkeit im amerikanischen Süden machte ihn zum „Philosophen“ des Rassenproblems und führte zu einer Identifikation mit den Afroamerikanern: 1899 wurde er zum Mitglied der American Negro Academy, 1902 nahm er die amerikanische Staatsbürgerschaft an. 1913 zog er nach Boley (Oklahoma) und wurde zum Propagandisten der Back-to-Africa-Bewegung. Er gehörte einer Gruppe von Afroamerikanern an, die 1914 nach Westafrika übersiedelte. 1915 ließ er sich in Sierra Leone nieder und wurde Schulleiter (United Methodist Church Collegiate School); seit 1917 war er Mitglied des Unterrichtsausschusses der britischen Kolonie sowie Schulinspektor. Er konnte jetzt seine Vorstellungen eines afrikanischen Lehrplans realisieren (unter anderem: Unterricht in afrikanischen Sprachen, afrikanischer Geschichte, arabischer und afrikanischer Folklore). Faduma setzte sich für bessere Bildungschancen für Mädchen ein. 1918 gehörte er zu den Mitgründern des West African Congress.
1923 kehrte Faduma zu seiner Familie in die Vereinigten Staaten zurück. Er unterrichtete Latein und Englische Literatur an der Lincoln Academy, Kings Mountain (North Carolina).